# Ласкин, Семён Борисович
Семён Борисович Ласкин (22 ноября 1930, Ленинград — 8 апреля 2005, Санкт-Петербург) — советский и российский писатель, прозаик, драматург, сценарист, искусствовед, историк литературы.

## Биография
Родился в еврейской семье. Окончил 1-й Ленинградский медицинский институт (1956). Работал в больнице им. В. И. Ленина и на «скорой помощи» в отделении реанимации (1956—1973), опубликовал ряд научных работ по кардиологии.
Первый рассказ «Бужма» напечатан в журнале «Юность» (1963, № 11). По его сценариям созданы фильмы «Дела сердечные» («Мосфильм», 1974, в соавторстве с В. Куниным), «На линии доктор Кулябкин» («Телефильм», 1974), «На исходе лета» (Свердловская киностудия, 1979, в соавт. с Г. Рябкиным), «Доброта» (Студия им. Горького, 1979), двухсерийные телеспектакли «Боль других» (Ленинградское телевидение, 1966), «На соломенном мосту» (Ленинградские телевидение, 1975). Автор пьес «Был зимний вечер» (театр г. Советска, 1976), «Акселераты» (шла более чем в тридцати театрах, в том числе — Ленинградский академический театр Комедии, 1980—1999), «Не любящих Моцарта — не предлагать» (Черемховский драматический театр, 1987—1994), «Палоумыч» (шла в десяти театрах, в том числе — Санкт-Петербургском театре «Балтийский дом», 1992—1996). Телефильм «На исходе лета» на конкурсе в Монте-Карло удостоен главного приза — «Золотой нимфы» (1980).
Семеном Ласкиным опубликованы книги: Боль других: Повесть, рассказы. — М., «Молодая гвардия», 1967; Эта чертова музыка: Рассказы. — М., «Молодая гвардия», 1970; Абсолютный слух: Повести. — Л., «Советский писатель», 1976; Главный доктор республики. — Л., «Детская литература», 1977; Саня Дырочкин — человек семейный: Повесть. — Л., «Детская литература», 1979; Чужое прошлое: Повести и рассказы. — Л., «Советский писатель», 1981; На линии доктор Кулябкин: Повести. — Л., «Советский писатель», 1986; Саня Дырочкин — человек общественный: Повесть. — Л., Детская литература, 1988; Голос: рассказы. — Л., Лениздат, 1990; Вечности заложник: Роман-воспомиание. — Л., «Советский писатель», 1991; Вокруг дуэли: Документальная повесть. — СПб, «Просвещение», 1993; И сказал господь, говоря…: Роман // Нева, 1995, № 9—10.
В последние годы жизни Семен Ласкин много писал о художниках XX века. По сути, он открыл для широкой публики забытые имена мастеров русского авангарда — В. Ермолаевой, Л. Гальперина, В. Калужнина, К. Кордобовского. Об их творчестве и судьбе рассказывают книги:  Роман со странностями. — Спб, Блиц, 1998; Музыка во льду, или Портрет художника К. Кордобовского. — СПб., Дико Петербург Гмбх, 2000 (в соавт. с сыном — Александром Ласкиным). С. Ласкину принадлежит и открытие "наивного" художника Н. Макарова, о котором он рассказал в документальной повести: Николай Макаров — художник святого сердца. — СПб, «Старая деревня», 1996.
Некоторые книги и пьесы Семена Ласкина переведены на немецкий, финский, эстонский и чешский языки.
После смерти писателя в журнале «Царское Село» № 2 за 2007 год опубликована, обнаруженная в его архиве, «Повесть о семье Дырочкиных — Сане, Борисе Борисыче, Ольге Алексеевне, рассказанная Мотей, их собакой». В этом же году народный артист России Иван Краско записал на радио «Петербург» цикл из девяти передач по рассказам Семёна Ласкина.

## Литературные произведения
- 1963 — Бужма
- 1967 — Боль других
- 1970 — Эта чертова музыка
- 1976 — Абсолютный слух
- 1977 — Главный доктор республики
- 1979 — Саня Дырочкин — человек семейный
- 1981 — Чужое прошлое
- 1985 — На линии доктор Кулябкин
- 1986 — Саня Дырочкин — человек общественный
- 1990 — Голос
- 1991 — Вечности заложник
- 1993 — Вокруг дуэли
- 1995 — И сказал господь, говоря...
- 1996 — Николай Макаров - художник святого сердца
- 1998 — Роман со странностями
- 2000 — Музыка во льду, или Портрет художника К.Кордобовского (в соавт. с А. Ласкиным)

## Сценарии для кино и телевидения
- 1966 — Боль других
- 1974 — Дела сердечные (в соавт. с В. Куниным)
- 1974 — На линии доктор Кулябкин
- 1975 — На соломенном мосту
- 1977 — Доброта
- 1979 — На исходе лета (в соавт. с Г. Рябкиным)

## Пьесы
- 1976 — Был зимний вечер
- 1980 — Акселераты
- 1987 — Не любящих Моцарта – не предлагать
- 1992 — Палоумыч